# B E 2
La locomotive électrique E 2 est un prototype de locomotive alimentée par troisième rail construit par la Compagnie des chemins de fer de Paris à Lyon et à la Méditerranée (PLM) de classification B. Achevée en 1893, elle est mise en service sur l'embranchement minier de Montmartre à La Béraudière à proximité de la gare de Saint-Étienne-Le Clapier. Les travaux de fond miniers ayant rendu nécessaire le renforcement d'un des tunnels empruntés par les trains, seule une locomotive électrique à gabarit réduit pouvait assurer l'exploitation de la ligne. La locomotive E 2 est utilisée de 1894 à 1896 avant que l'affaissement du terrain ne force finalement le PLM à construire une nouvelle ligne en surface parcourue par des locomotives à vapeur.
Bien que de puissance très limitée et n'ayant connu que deux années de service, la locomotive E 2 reste la première locomotive électrique mise en service commercial en France par l'une des anciennes compagnies. Son concepteur, Louis Auvert, intervient par la suite dans tous les projets d'électrification et de traction électrique du PLM.

## Historique
Implantée au cœur du bassin houiller de la Loire, la ligne de Saint-Étienne-Le Clapier à La Béraudière est un embranchement minier du PLM destiné au transport du charbon extrait des puits Montmartre, Ferrouillat et Saint-Dominique. Entre la gare du Clapier et Montmartre, la ligne présente une rampe de 44 ‰ et est exploitée avec un plan incliné. Le reste de la ligne est desservi depuis 1881 par des locomotives à vapeur qui remplacent la traction hippomobile. La rampe maximale sur cette portion est de 14 ‰ et deux souterrains, les tunnels de Montmartre et de la Béraudière, jalonnent le trajet,.
En 1893, l'exploitation souterraine des mines rend instable la structure du tunnel de Montmartre et fait craindre un effondrement de ce dernier. Le tunnel est alors boisé sur 150 m afin d'en soutenir la structure mais les locomotives à vapeur ne peuvent plus y circuler à cause de la réduction du gabarit. Le PLM décide donc d'expérimenter la traction électrique sur la portion de la ligne concernée en exploitant une locomotive électrique à gabarit plus faible.

### Construction de la locomotive
La construction de cette locomotive est réalisée par Hillairet-Huguet sous la supervision de Louis Auvert, ingénieur du PLM spécialisé dans la traction électrique. Plus tard, Auvert est également à l'origine de la conception des locomotives 1B E 1 et 2B+B2 Auvert et Ferrand ou de l'électrification des lignes de Saint-Gervais-les-Bains-Le Fayet à Vallorcine ou de la Maurienne,.
La structure de la locomotive fait appel au châssis d'un ancien fourgon à bagages ce qui fait que l'engin est parfois décrit comme un fourgon automoteur,. La caisse vitrée qui est installée sur ce châssis abrite la motorisation et la cabine de conduite. La conception et la construction de la locomotive ne prennent que quelques semaines grâce à la réutilisation de matériel existant, ce qui permet également de contenir les coûts de l'installation.

### Alimentation électrique de la ligne

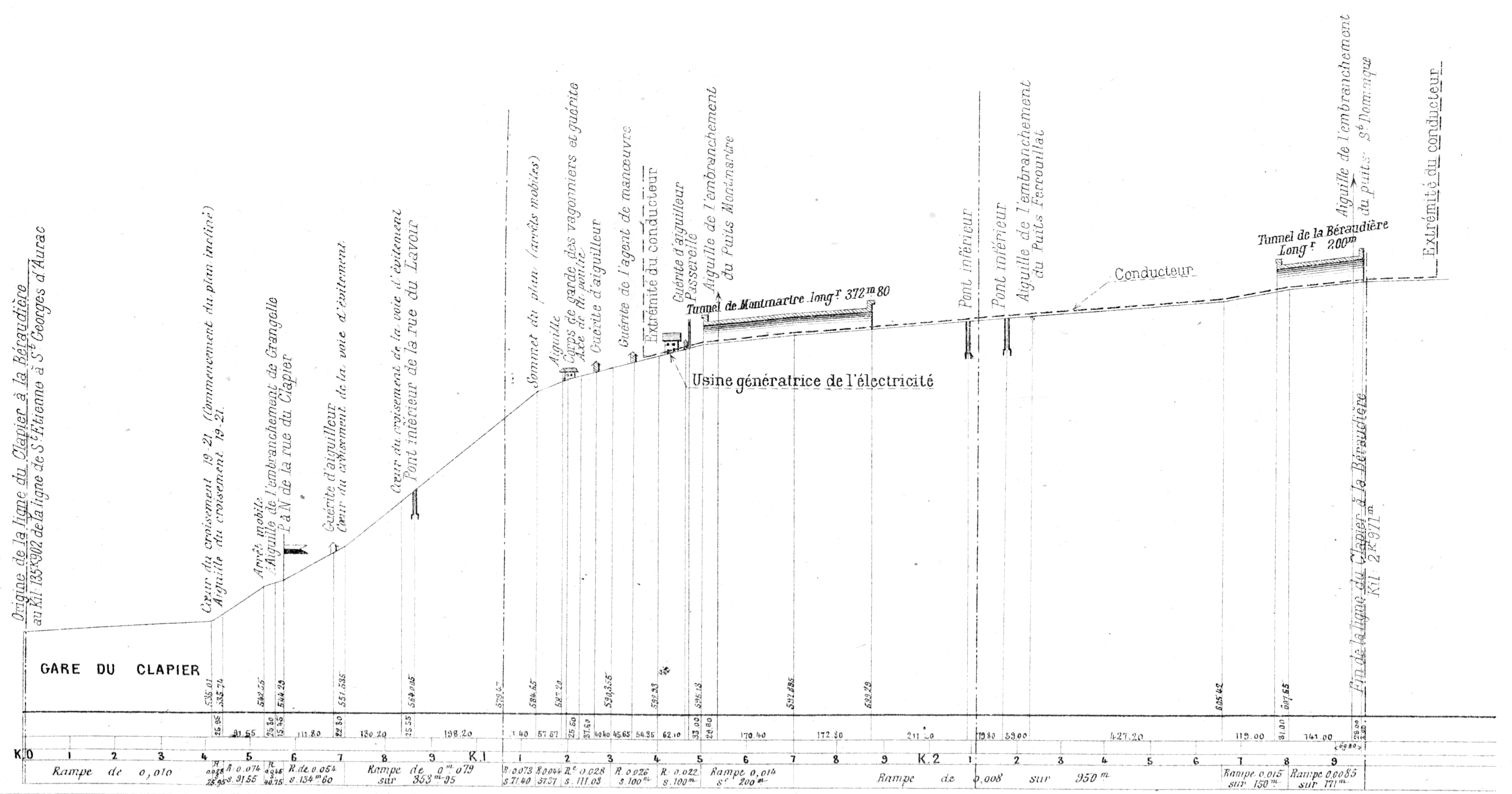
Profil de la ligne et de la section électrifiée.

Le courant électrique nécessaire à l'alimentation de la ligne est produit grâce à une machine à vapeur installée dans une usine construite à proximité des voies et de l'entrée nord du tunnel de Montmartre. Cette machine est constituée d'un générateur de vapeur et d'un moteur-pilon compound (à expansion multiple). La chaudière du générateur provient d'une ancienne locomotive Crampton de la Compagnie du chemin de fer de Paris à Lyon (PL). Le moteur-pilon — construit par Weyher et Richemond —, fournit une puissance de 50 ch et tourne à 275 tours par minute. La machine à vapeur entraîne une dynamo bipolaire fabriquée par Hillairet-Huguet produisant une tension continue de 360 V avec une puissance de 30 kW. Enfin, un tableau électrique distribue le courant produit dans le troisième rail et dans les rails de la voie qui assurent le retour de courant. Deux interrupteurs permettent d'isoler les différents rails et le tableau de distribution dispose d'un voltmètre, d'un ampèremètre et d'un parafoudre protégeant l'installation.
La ligne est électrifiée par troisième rail conducteur installé entre l'usine génératrice et la fin de la ligne située au niveau de l'embranchement du puits Saint-Dominique sur une longueur de 2,7 km. Ce troisième rail réutilise des anciens rails de type PLM-A pesant 34,4 kg/m,. Ils sont tirefonnés sur des tasseaux de bois paraffinés, eux-mêmes vissés sur des sommiers en bois fixés sur les traverses. Ce troisième rail est placé à droite ou à gauche de la voie sauf sur les aiguilles triples où il est fixé entre les deux files de rails. Afin d'assurer un bon contact électrique avec le système de captage de la locomotive, les rails utilisés pour le conducteur et les éclisses de liaison ont été préalablement nettoyés avant leur installation et des fines plaques de cuivre ont été placées entre les rails et les éclisses.

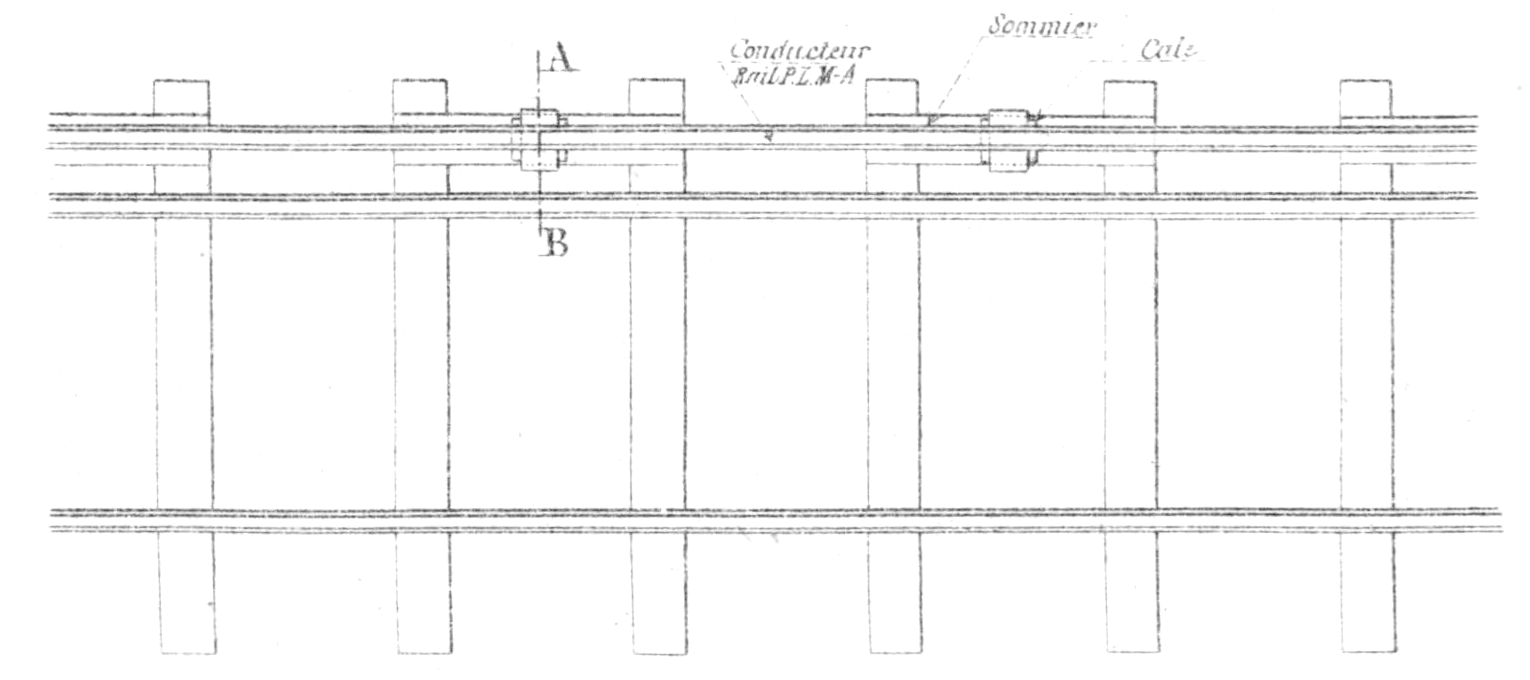
Vue de dessus du troisième rail.
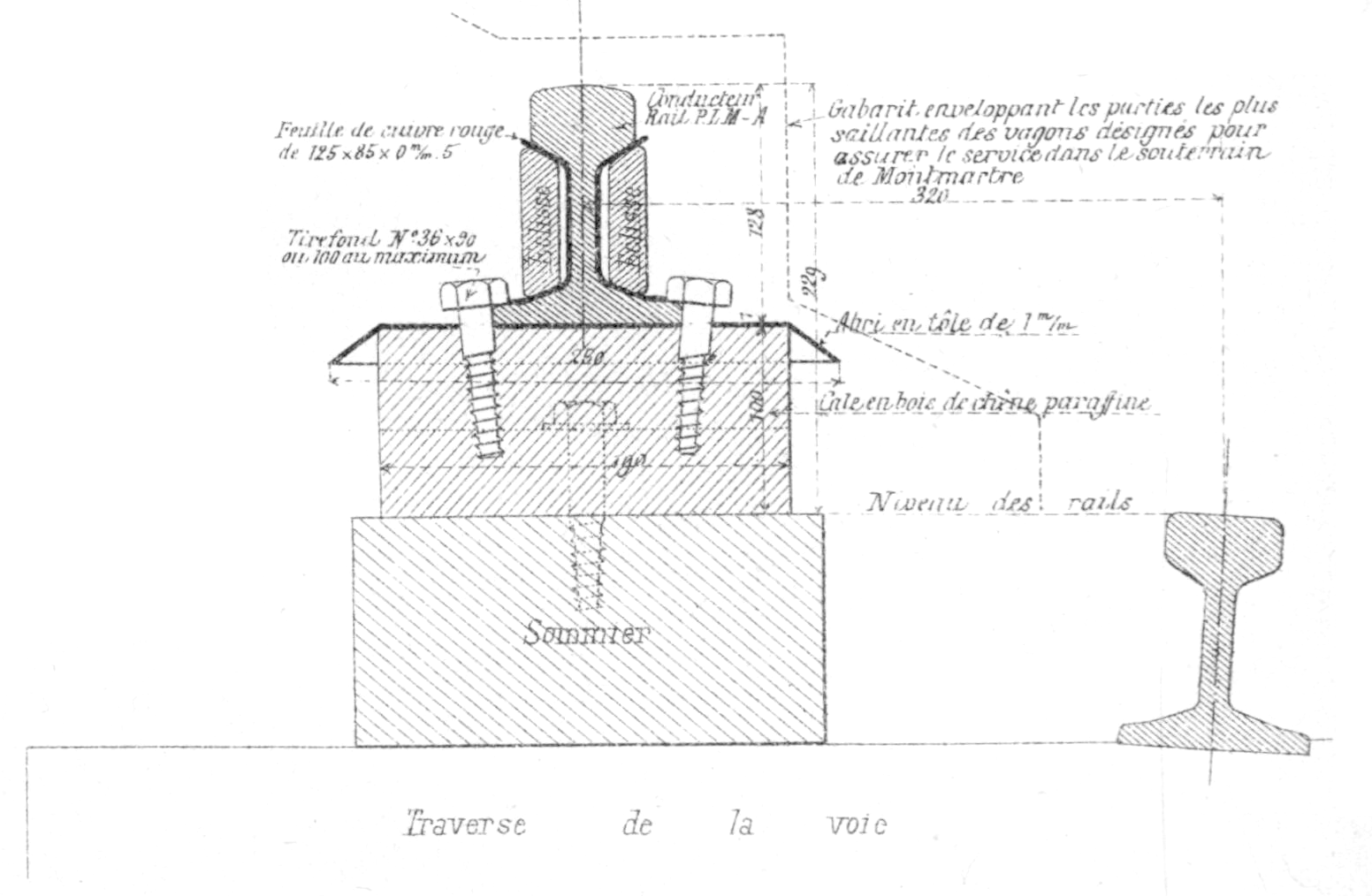
Vue en coupe du troisième rail.
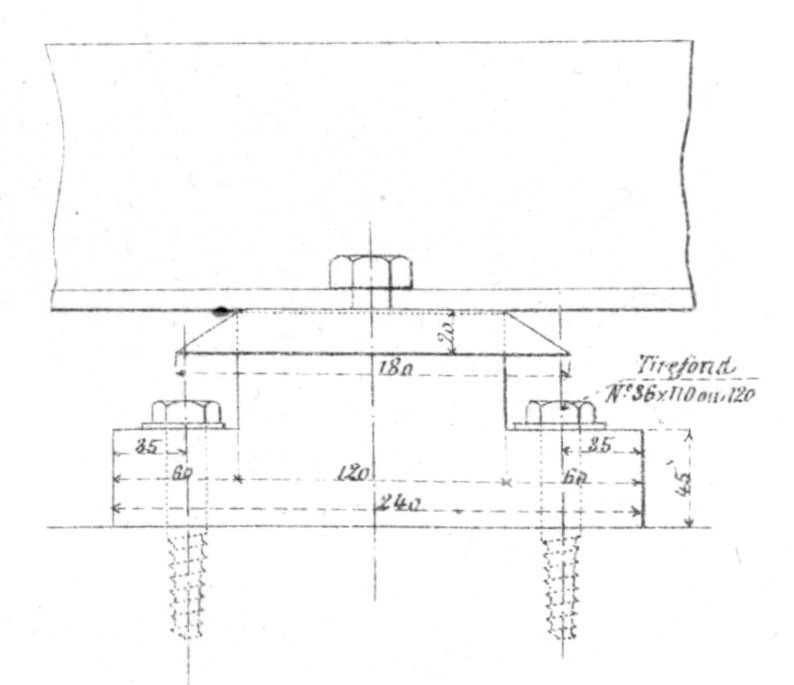
Vue de profil du troisième rail.

Le retour de courant s'effectue grâce aux rails de la voie, la continuité de ce circuit étant assurée en outre par un fil de cuivre de 6 mm de diamètre régulièrement rattaché aux rails et disposé dans le ballast. Cette installation, bien que simple, permet une bonne exploitation de la locomotive malgré les rudes conditions climatiques entre neige et pluie et la poussière de houille soulevée des wagons transportant le charbon.

### Exploitation
La locomotive électrique E 2 est en service de janvier 1894 à mai 1896. Elle assure la traction quotidienne de douze à quinze trains dans chaque sens. Seules les rames ascendantes — typiquement composées de huit wagons vides — sont en fait tractées par la locomotive. Pour les rames de wagons pleins, la locomotive n'est utilisée que pour assurer le freinage des huit wagons dans la descente vers le haut du plan incliné.
Le tunnel de Montmartre et la ligne du Clapier à La Béraudière sont finalement abandonnés en raison de l'instabilité persistante du terrain,. Le PLM décide dès 1896 de construire un nouvel embranchement entre la gare de Saint-Étienne-Bellevue et La Béraudière afin de desservir les puits Ferrouillat et Saint-Dominique offrant un profil moins difficile mais doublant la longueur de la ligne initiale en provenance du Clapier,. L'embranchement de Bellevue à La Béraudière est ouvert à l'exploitation le 23 août 1897 qui est également le jour de la fermeture de la ligne du Clapier à La Béraudière. La traction sur la ligne est faite par des locomotives à vapeur. Vers 1909, le PLM est contraint de renforcer la structure du tunnel de la Béraudière emprunté par la nouvelle ligne. La locomotive E 2 est quant à elle radiée des inventaires du PLM en 1901. 

## Description et caractéristiques
La locomotive E 2 repose sur deux essieux moteurs de 920 mm de diamètre et distants d'un empattement de 3,5 m. Elle pèse 15,5 tonnes en charge. Le gabarit de la caisse installée sur le châssis du fourgon a été prévu pour s'inscrire dans l'espace laissé par le boisage installé dans le tunnel de Montmartre. Cette caisse vitrée abrite le poste de conduite de la locomotive. Un rhéostat à vingt-huit crans permet de régler l'intensité absorbée par le moteur et donc la vitesse de la locomotive. Le sens de marche est commandé grâce à un inverseur,. La cabine de conduite comprend en outre un ampèremètre, un interrupteur à levier, un avertisseur sonore, la commande de frein à main à manivelle et un siège pour le conducteur. L'éclairage intérieur est assuré grâce à quatre lampes à incandescence.

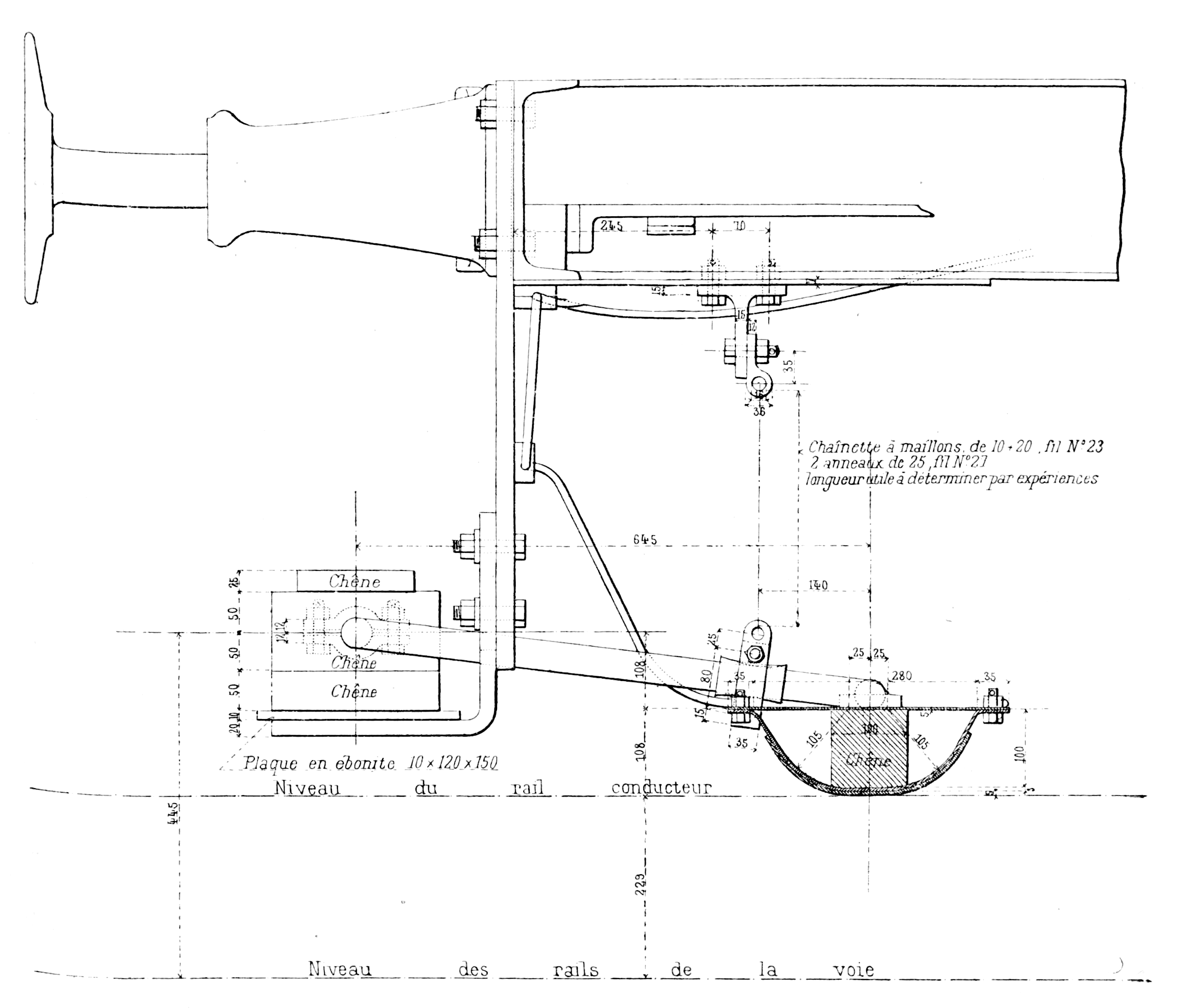
Frotteur pour le captage du courant.
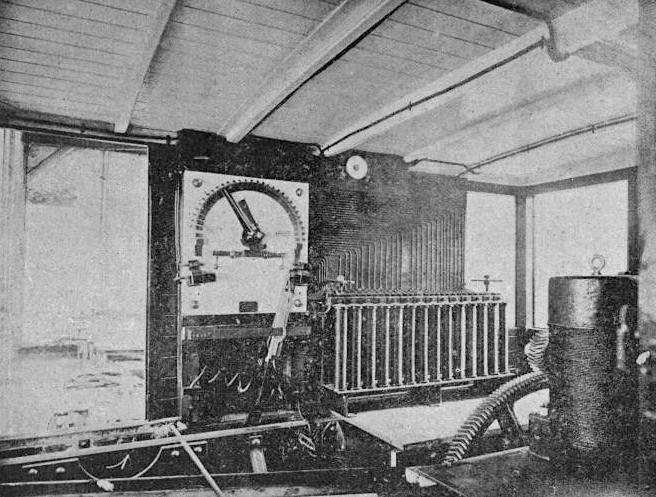
Intérieur de la locomotive avec rhéostat.

Le courant de traction est capté par des frotteurs en fer suspendus au châssis. Ils en sont isolés par un support en chêne et une plaque en ébonite. C'est simplement leur poids qui assure le contact avec le troisième rail.
Le moteur électrique installé sur la locomotive est une machine à courant continu construite comme la locomotive par Hillairet-Huguet. Il a une puissance de 25 kW (34 ch environ) à 720 tr/min. Le noyau en fer de l'induit mesure 360 mm de diamètre et 300 mm de largeur.
La puissance motrice est transmise à un couple pignon-roue à denture en chevrons et la roue entraîne par clavetage un arbre intermédiaire tournant dans deux paliers fixés sous le châssis. Le pignon est en bronze et la roue est en fonte. Un double pignon monté sur l'arbre intermédiaire transmet finalement le mouvement à deux roues en fonte fixées sur les axes d'essieu grâce à deux chaînes Galle à maillons pleins. Si le moteur n'est pas alimenté électriquement, le double pignon est libre sur l'arbre intermédiaire ; si le moteur est actionné, un embrayage magnétique Bovet rend le double pignon solidaire de l'arbre intermédiaire et les essieux sont entraînés. Ce système permet de ne plus entraîner le moteur dans les cas où la locomotive est simplement mue par gravité ou se déplace à pleine vitesse,. La locomotive peut atteindre 6 km/h en rampe de 14 ‰ et 7 à 8 km/h en palier. En descente, elle circule à 10 km/h en étant uniquement entraînée par la gravité.
Les résultats obtenus sont encourageants. Le système se montre globalement très fiable à l'exception d'une avarie mineure sur le moteur constatée dans les premières semaines d'exploitation. En outre, la quantité quotidienne de charbon nécessaire pour alimenter la chaudière du générateur électrique est moindre que la consommation journalière des anciennes locomotives à vapeur. Louis Auvert note en 1898 que cette installation a permis de démontrer qu'il est possible d'installer un système économique et fiable de troisième rail le long des voies ferrées malgré une puissance et une vitesse de la locomotive E 2 très limitées.